# Calathus hispanicus dejeani
Calathus hispanicus dejeani é uma subespécie de insetos coleópteros pertencente à família Carabidae.
A autoridade científica da subespécie é Ganglbauer in Heyden, Reitter & Weise, tendo sido descrita no ano de 1891.
Trata-se de uma subespécie presente no território português.